# Dub v Allouville
Dub v Allouville (francouzsky Chêne d'Allouville nebo také Chêne chapelle) je dub letní, který roste ve francouzské obci Allouville-Bellefosse v departementu Seine-Maritime. Nachází se na návsi nedaleko kostela zasvěcenému svatému Quentinovi. Strom je vysoký 15 metrů a maximální obvod kmene dosahuje šestnácti metrů. Jeho stáří se odhaduje na 800 až 1200 let a je pokládán za nejstarší dub ve Francii.
V sedmnáctém století strom přežil zásah bleskem. V kmeni vznikla rozsáhlá dutina, v níž nechal místní farář vybudovat dvě kaple: Notre Dame de la Paix a Chambre de l’Ermite, spojené spirálovým schodištěm. Na ochranu před povětrnostními vlivy byla později nad stromem postavena šindelová stříška. 
Každoročně se zde koná Slavnost Nanebevzetí Panny Marie. V roce 2009 byl dub zapsán na seznam Inventaire du patrimoine culturel immatériel en France.
Jezuitský kněz Jean-Antoine du Cerceau napsal roku 1710 na strom ódu. O této památce také natočil v roce 1981 Serge Pénard filmovou komedii Le Chêne d'Allouville.